# Brian Kidd
Brian Kidd   (Manchester, 29 de maig de 1949) és un entrenador i exjugador de futbol anglès, que recentment va ser entrenador assistent del Manchester City.
Kidd, davanter, va jugar al Manchester United FC, l'Arsenal, el Manchester City, l'Everton FC, el Bolton Wanderers, el Fort Lauderdale Strikers i els Minnesota Strikers durant la seva carrera futbolística.

## Carrera com a jugador
Kidd va néixer a Manchester,  i va començar a jugar pel Manchester United FC de jove, i es va incorporar al planter del club l'agost de 1964. Dos anys més tard, va esdevenir jugador professional del club.
Kidd va tenir la distinció de marcar el dia que va fer 19 anys amb el Manchester United en la seva victòria per 4-1 contra el Benfica a la final de la Copa d'Europa de 1968. En total, va marcar 52 gols en 203 partits de lliga amb el Manchester United.
Després del descens del United a la Segona Divisió de la Football League el 1974, Kidd va ser transferit a l'Arsenal per 110.000 lliures. Kidd va marcar en el seu debut amb l'Arsenal contra el Leicester City a Filbert Street. Després va marcar dos gols a casa contra el Manchester City. Va ser, amb diferència, el màxim golejador de l'Arsenal durant la temporada 1974-75, marcant 19 gols en 40 partits. La temporada següent, Kidd, el 20 de març de 1976, va marcar un hat-trick contra el West Ham United en una victòria per 6-1 a Highbury. En total, Kidd va marcar 34 gols per a l'Arsenal en 90 partits. El juliol de 1976, va ser venut al Manchester City per 100.000 lliures.
Amb el Manchester City, Kidd va marcar tres gols contra el seu rival, el Manchester United, en una victòria per 3-1 a Maine Road i un empat per 2-2 a Old Trafford durant la temporada 1977-78. Va jugar 98 vegades amb el Manchester City, marcant 44 gols. Després va fitxar per l'Everton FC el març de 1979 per 150.000 lliures. Amb els Toffees, Kidd va marcar 12 gols en 44 partits i va ser expulsat en una semifinal de la FA Cup contra el West Ham United. Kidd va fitxar pel Bolton Wanderers el maig de 1980 per 110.000 lliures. Kidd va marcar un total de 13 gols amb el Bolton, on va jugar un total de 43 partits a Burnden Park i fora. Després va ser cedit a l'equip de la NASL Atlanta Chiefs el 1981. Va jugar 29 vegades amb els Chiefs, marcant en 23 ocasions.
El gener de 1982, Kidd va marxar de Bolton per tornar a la NASL. Després va signar amb els Fort Lauderdale Strikers i dos anys després amb els Minnesota Strikers. Va ser prolífic amb tots dos equips pel que fa a marcar gols, però el 1984 es va retirar del joc.

## Carrera com a entrenador

### 1984–2008
El 1984, Kidd va començar la seva carrera com a entrenador al Barrow. Va dirigir breument el Preston North End durant diversos partits el 1986. Kidd es va involucrar en l'entrenament de jugadors joves abans de tornar al Manchester United com a entrenador de l'equip juvenil per Alex Ferguson el 1988. Durant els tres anys següents, Kidd va ajudar a formar una munió de jugadors amb talent com Ryan Giggs i Darren Ferguson. Quan l'assistent de Ferguson Archie Knox, va passar a un càrrec similar al Rangers FC l'estiu de 1991, Kidd va ser ascendit al càrrec d'assistent d'entrenador. Va ajudar Ferguson a guiar el United a una victòria de la Copa de la Lliga de Futbol el 1992, el títol de la Premier League el 1993, el doblet el 1994 i de nou el 1996, així com un altre títol de la Premier League el 1997.
Kidd va deixar el United per fer-se càrrec del Blackburn Rovers el desembre de 1998, substituint Roy Hodgson, que havia estat acomiadat després que el mal inici de temporada del Blackburn els deixés a la zona de descens. Tot i que Kidd va tenir un inici prometedor amb el Rovers, que el va veure elegit Entrenador del Mes de la Premier League i també va gastar gairebé 20 lliures milions en nous jugadors durant els seus primers quatre mesos al càrrec, no va poder evitar que baixessin de la Premier League (només quatre anys després de ser campions) i Kidd va ser destituït el 3 de novembre de 1999 amb els Rovers ocupant la 19a posició a la Division One.
El 1999, es va desenvolupar una ruptura entre Kidd i Alex Ferguson després que Kidd fos fortament criticat a l'autobiografia de Ferguson , Managing My Life. Ferguson estava enfadat perquè, quan Kidd era el seu ajudant d'entrenador, havia qüestionat el fitxatge del davanter Dwight Yorke pel United l'estiu de 1998. Ferguson va criticar el judici futbolístic de Kidd i va escriure al seu llibre: "Vaig veure Brian Kidd com una persona complexa, sovint força insegura, sobretot per la seva salut". Kidd es va molestar per l'atac de Ferguson i va respondre dient: "Crec que Walt Disney està intentant comprar els drets cinematogràfics del seu llibre com a seqüela de Fantasia".
Kidd va passar al Leeds United FC el maig del 2000 com a entrenador juvenil, però va ser ascendit a entrenador en cap el març del 2001 amb David O'Leary i després Terry Venables. Va deixar el Leeds el maig del 2003 després que Peter Reid fos nomenat entrenador.
Mentrestant, Kidd va ser nomenat ajudant del seleccionador d'Anglaterra, Sven-Göran Eriksson, el gener de 2003. Es va veure obligat a deixar aquest càrrec el maig de 2004, poques setmanes abans de l'Eurocopa 2004, a causa d'una cirurgia per càncer de pròstata. Kidd s'havia recuperat el febrer de 2006.
L'agost de 2006, l'exjugador del United Roy Keane va ser nomenat entrenador del Sunderland i hi va haver informes que Keane volia que Kidd fos el seu entrenador assistent a l'Stadium of Light. No obstant això, Kidd va acceptar una oferta per treballar com a assistent de Neil Warnock al Sheffield United uns mesos després del seu ascens a la Premier League. Després que els Blades baixessin de categoria i Warnock dimitís, Kidd va romandre a Bramall Lane sota el nou entrenador Bryan Robson (un altre exjugador del Manchester United), però va deixar el club després que Robson marxés el febrer de 2008.
L'11 de febrer de 2009, Kidd va ser nomenat ajudant de l'entrenador interí Paul Hart al Portsmouth de la Premier League. Va romandre-hi fins a l'agost de 2009, quan va rebutjar una nova oferta de contracte.
Kidd va esdevenir director de desenvolupament tècnic del Manchester City el setembre del 2009, abans de convertir-se en ajudant d'entrenador del nou entrenador Roberto Mancini el 19 de desembre del 2009, després de l'acomiadament de l'entrenador Mark Hughes.
El febrer de 2011, Kidd va dir que estava disposat a donar a Alex Ferguson "el benefici del dubte" en la disputa que els dos homes van tenir a finals dels anys noranta. Kidd va revelar que, tot i que no hi va haver cap trucada telefònica de Ferguson quan lluitava contra el càncer de pròstata el 2004, ara tornava a parlar amb Ferguson després dels partits.
A la final de la FA Cup de 2011, el Manchester City va guanyar el seu primer trofeu important en 35 anys després de derrotar l'Stoke City per 1-0. A la temporada 2011-12 següent, el City es va coronar campió de lliga per primera vegada des del 1968. En un final extraordinari de temporada, el City va marcar dos gols al temps afegit per derrotar el Queens Park Rangers per 3-2 amb un estil dramàtic i guanyar la Premier League per diferència de gols contra el Manchester United. Juntament amb Mancini i l'entrenador del primer equip del City , David Platt, Kidd va sortir corrents al camp per celebrar el gol de Sergio Agüero que va donar la victòria al títol amb el City.
Kidd va exercir d'entrenador interí durant els dos últims partits de la temporada 2012-13, després que marxés Mancini. Kidd va tornar al seu paper d'assistent després del nomenament de Manuel Pellegrini i va treballar tant amb ell com amb el seu successor Pep Guardiola, abans de marxar després de la temporada 2020-21.

## Carrera internacional
Kidd va ser internacional dues vegades amb la selecció anglesa de futbol, i ambdues aparicions van ser el 1970.

### Internacional
| equip nacional | Any   | Aplicacions | Objectius |
| -------------- | ----- | ----------- | --------- |
| Anglaterra     | 1970  | 2           | 1         |
| Anglaterra     | Total | 2           | 1         |

Els resultats i puntuacions mostren primer el recompte de gols d'Anglaterra, la columna de puntuació indica la puntuació després de cada gol de Kidd.
| No. | Data               | Lloc                                     | Oponent | Puntuació | Resultat | Competició |
| --- | ------------------ | ---------------------------------------- | ------- | --------- | -------- | ---------- |
| 1   | 24 de maig de 1970 | Estadi Olímpic Atahualpa, Quito, Equador | Equador | 2–0       | 2–0      | Amistós    |

## Palmarès

### Jugador
Manchester United
- Copa d'Europa: 1967–68
- Escut de la FA Beneficència: 1967

### Entrenador
Individual
- Entrenador del mes de la Premier League: desembre de 1998[23]

## Estadístiques de carrera

### Entrenador
| Equip             | País       | Inici                 | Final                 |
| ----------------- | ---------- | --------------------- | --------------------- |
| Preston North End | Anglaterra | 24 de gener de 1986   | 1 de març de 1986     |
| Blackburn Rovers  | Anglaterra | 4 de desembre de 1998 | 3 de novembre de 1999 |
| Manchester City   | Anglaterra | 13 de maig de 2013    | 14 de juny de 2013    |